# Carlos Ramírez (cyclisme)
Cet article concerne le cycliste sur route. Pour le coureur de BMX, voir Carlos Ramírez (BMX).
Pour les articles homonymes, voir Carlos Ramírez et Ramírez.
Carlos Mario Ramírez Botero, né le 26 octobre 1994 à Manizales (département de Caldas), est un coureur cycliste colombien.

## Repères biographiques
Carlos Mario Ramírez naît à Manizales mais passe son enfance et son adolescence à Supía.
Fin 2014 il signe un contrat avec l'équipe continentale professionnelle Colombia.

## Palmarès
- 2014
  -  Champion de Colombie du contre-la-montre espoirs
  - 4e étape de la Clásica de Girardot (contre-la-montre)
  - 2e de la Vuelta al Valle del Cauca
  -  Médaillé de bronze du championnat panaméricain du contre-la-montre espoirs
  - 5e du championnat panaméricain sur route espoirs
- 2016
  -  Champion de Colombie du contre-la-montre espoirs
  -  Médaillé d'argent du championnat panaméricain du contre-la-montre espoirs
- 2017
  - 10e étape du Clásico RCN (contre-la-montre)
  - 2e de la Clásica de Girardot
  -  Médaillé d'argent du contre-la-montre des Jeux bolivariens
  - 3e de la Clásica de Fusagasugá

## Classements mondiaux
| Année            | 2014 | 2015 | 2016 | 2017 |
| ---------------- | ---- | ---- | ---- | ---- |
| UCI America Tour | 112e |      | 220e | 256e |